# João Vítor Rocha de Carvalho Moreira
João Vítor Rocha de Carvalho Moreira (nascut el 7 de febrer de 1986 a Amadora) és un futbolista portugués que actualment juga com a davanter centre amb el Team Wellington.

## Carrera esportiva
Després de formar-se a les categories inferiors del CD Olivais e Moscavide, un modest club de la capital portuguesa Lisboa, va passar al juvenil del CF Estrela da Amadora, on va començar a destacar pel que fa al seu olfacte golejador. La temporada 2004/2005 va debutar amb el primer equip amb un paper més que acceptable, tant és que la temporada següent va firmar un contracte de cinc anys amb el València Club de Futbol.
Un any més tard, després de passar-se un any al filial merengot, on va jugar un total de 26 partits i la seva xifra golejadora va ser quasi nul·la, va ser cedit al Rayo Vallecano i a diversos clubs de la geografia portuguesa com són el CD Nacional, el Leixões SC, l'SC Beira-Mar i un altre cop a l'equip de la seva zona, el CF Estrela da Amadora, abans de tornar a Espanya.
El juny del 2010, Moreira ha firmat un contracte d'un any que el vinculà amb la Unió Esportiva Lleida.